# Robin Hood: La leggenda di Sherwood
Robin Hood: La leggenda di Sherwood (Robin Hood: The Legend of Sherwood) è un videogioco strategico in tempo reale del 2002, sviluppato da Spellbound Entertainment e pubblicato da Wanadoo Edition per Microsoft Windows.

## Trama
Il gioco si svolge durante la crociata del re Riccardo "Cuor di Leone" nell'anno 1190. Le regioni d'Inghilterra sono sotto il controllo del malvagio Giovanni "senza Terra", il quale impone tasse durissime ai cittadini e si fa aiutare dallo Sceriffo di Nottingham. In questo periodo il re Riccardo viene sequestrato dal duca Leopoldo V d'Austria che pretende un riscatto per la sua liberazione, ma nessuno intende pagare quella cifra.

## Modalità di gioco
All'inizio vengono indossati i panni di Robin Hood; andando più avanti è possibile sbloccare nuovi personaggi principali Stutely, Will Scarlett, Little John, Frate Tuck, Lady Marian, ciascuno con proprie armi e abilità. La visuale è isometrica e gli sfondi dei livelli sono creati partendo da disegni fatti a mano e in seguito animati.

## Personaggi
Personaggi principali (giocabili)

Questi sono i personaggi principali, sbloccabili nel corso dell'avventura. Qualora uno di questi dovesse morire durante la missione, sarà possibile rianimarlo tramite un trifoglio (è possibile avere massimo 10 trifogli, ottenibili tramite le missioni secondarie, i mendicanti o raccogliendoli in giro). Se non viene utilizzato il trifoglio i soldati nemici potranno tenerli bloccati, impedendo la rianimazione fino a quando il soldato non sarà distratto o ucciso.
- Robin Hood:
  - Armi: Spada, Arco, Bastone (solo durante le missioni secondarie).
  - Abilità: usare l'arco, tirare un pugno (stordisce i nemici), lanciare una borsa piena di monete (distrae i nemici). Inoltre può rampicarsi, saltare e prelevare denaro da nemici morti o storditi.
- Stuteley:
  - Armi: Accetta.
  - Abilità: lancio delle reti (intrappola i nemici), lancio e delle mele (distrae i nemici) e fingersi mendicante (i nemici lo ignoreranno). Inoltre può rampicarsi, legare i nemici storditi, ma non può saltare.
- Will Scarlet:
  - Armi: Flagello chiodato.
  - Abilità: colpo di fionda, scudo (contro le frecce), strangolare i nemici. Inoltre può rampicarsi, saltare e uccidere i nemici storditi. Non può uccidere gli alleati storditi se sono legati.
- Little John:
  - Armi: Bastone rinforzato (L'utilizzo del bastone stordisce la maggior parte di volte i nemici).
  - Abilità: fare da piedistallo (permette a chi può saltare di giungere in punti più alti), tirare un pugno (stordisce molto di più di quello di Robin), fischiare per attirare i nemici. Inoltre può sollevare i corpi di alleati e nemici storditi, legati o defunti.
- Frate Tuck:
  - Armi: Aspersorio.
  - Abilità: lanciare un nido di vespe (tiene occupati i soldati con gli insetti), mangiare un cosciotto (cura se stesso), porre una fiaschetta di birra a terra (fa ubriacare i nemici).
- Lady Marian:
  - Armi: Spada, Arco.
  - Abilità: usare l'arco, curare (se stesso e gli altri), origliare (permette di vedere i nemici nascosti nell'ombra). Inoltre può prelevare denaro da nemici morti o storditi e rianimare gli alleati storditi.

Personaggi secondari (giocabili)
Sono disponibili ulteriori tre personaggi che si sbloccano finendo la seconda missione. Più nemici verranno risparmiati durante le missioni principali, più compagni si uniranno alla tua banda a fine missione. Una volta uccisi in missione, non ci sarà modo di riportarli in vita.
- Arciere: Gentiluomo armato di spada, può legare i nemici storditi, proteggere o proteggersi dalle frecce nemiche grazie al suo scudo e tirare con l'arco, grazie alla sua agilità può saltare da un luogo all'altro.
- Contadino: Rude e armato di forcone, può uccidere i nemici storditi (e, per qualche motivo, anche i soldati alleati storditi), far riprendere conoscenza ai compagni a terra, può curare e curarsi grazie alla erbe medicinali e lanciare una mela in testa agli avversari per distrarli. Inoltre può arrampicarsi sui muri coperti d'edera. Non può uccidere gli alleati storditi se sono legati.
- Gigante: Stupido e armato di clava, ha la capacità di sollevare i corpi di soggetti defunti o incoscienti, può fischiare e anche mangiare un cosciotto per curare se stesso.

Alleati
- Sir Ranulph: Signore di Leicester, colui che garantiva asilo a Will Scarlet, nipote di Robin, le guardie del principe Giovanni approfitteranno della sua assenza per rinchiudere Will nelle cantine della torre ovest dove si era ubriacato con la birra conservata in essa, saranno Robin e i suoi compagni a liberarlo. Il principe Giovanni ha in mente di mandare Scatloch e i suoi soldati ad assaltare il castello ma Robin e Marian, entrambi a conoscenza del desiderio del principe, danno l'allarme a Ranulph che non vedeva di buon occhio il principe. Ranulph dirà che non ha forze sufficienti per sventare l'attacco e svela a Robin che Godwin è rinchiuso nelle sue stesse segrete a Lincoln.
- Godwin: Padrino di Robin, è stato lui ad insegnargli a tirare con l'arco e combattere con la spada, Robin scoprirà che è rinchiuso nelle prigioni di Lincoln da Sir Ranulph. Robin andrà a salvarlo ma il suo padrino non potrà seguirlo a causa di una ferita, grazie alle guardie rimaste fedeli a Godwin, Robin e i suoi compagni sconfiggeranno le guardie di Guy di Guisbourne.
- Allan: Uno degli informatori di Robin, sarà lui ad avvertirlo che il principe Giovanni, Guy di Guisbourne, Longchamp e lo Sceriffo di Nottingham sono nella cittadella di York e stanno discutendo di qualcosa di importante. Dopo che Robin ucciderà Longchamp, sarà Allan a portare le centomila libbre a Leopoldo per la liberazione di re Riccardo cuor di leone.

Nemici
- Principe Giovanni senza terra: è il fratello di Re Riccardo Cuor di Leone.
- Sceriffo di Nottingham: uomo avaro e ingordo al servizio del principe. abusa del suo potere per compiere malefatte Ai danni del popolo.
- Scathlock: Rude e brutale conquistatore, Scatloch può essere ucciso nella missione d'assedio a Derby nel punto più alto del castello. Può anche essere tenuto in vita grazie all'acquisto di blasoni ma a quanto racconta il messaggio a fine missione Scatloch verrà ucciso dai soldati di Ranulph e Godwin e i soldati nemici si ritireranno.
- Guy di Guisbourne: Cacciatore di teste sotto il controllo del principe Giovanni, sarà possibile incontrarlo nella missione della liberazione di Godwin, a Lincoln, ma fuggirà da un passaggio segreto. Dovrete ucciderlo a York quando tenterà di costringere Lady Marian a sposarlo.
- Longchamp: Nobile di origine normanna, è molto astuto e intelligente; è inoltre un temibile guerriero.

## Soldati
Tipo di soldato
- Lanciere: armato di lancia è il soldato più debole. Se un gruppo di lancieri vede del denaro a terra inizierà una rissa fin quando solo alcuni di loro rimarranno in piedi (a meno che non ci sia un generale nei dintorni). Lo stesso accade se vedono della birra a terra con l'unica differenza che colui che berrà la birra diventerà ubriaco.
- Alabardiere: soldato armato di una lunga lancia, anche lui è interessato alla birra, mentre non lo è per il denaro (con del denaro davanti dunque dirà "non mi appartiene").
- Soldato con scudo: armato di scudo e spada, può ripararsi dalle frecce con lo scudo, invitando arcieri e balestrieri dietro a sé. Interessato al denaro, non lo è per la birra (con della birra davanti dunque dirà "ho smesso di bere").
- Arciere: soldato con la capacità di attaccare a distanza, sono interessati sia ai soldi che alla birra.
- Balestriere: soldato armato di balestra e con una corazza più spessa di quella degli arcieri, i suoi colpi hanno il doppio della potenza degli arcieri ma ricarica nel doppio del tempo.
- Generale: armato di spada, non può essere strangolato e ci vorranno due pugni di Robin per stordirlo (o uno da Little John). Non gli interessa il denaro, ma è interessato alla birra. Ha l'abilità di mandare truppe in ricognizione o all'attacco se viene informato della presenza di cadaveri o nemici. È possibile che i generali rossi o neri non diano importanza agli allarmi scrollando le spalle. Non viene stordito dai sassi di Will Scarlett.
- Governante: è un generale con un mantello. Possiede le stesse caratteristiche del generale.
- Cavaliere: armato di spada a due mani è molto resistente. Immune a frecce, strangolamento, pietre e mele, può essere stordito solo da un pugno di Little John, non è interessato né ai soldi e né alla birra ed è indipendente dai generali. Lascerà che vi attacchino per primi i nemici comuni per poi affrontarvi solo dopo.
- Soldato a cavallo: indipendente, armato di flagello chiodato e corazzato. Può essere stordirto solo per qualche secondo, non è possibile legarlo. Può caricare brandendo il suo flagello e colpendo in corsa con la possibilità di stordire. Non è interessato a soldi e birra, non può essere strangolato o colpito con un pugno. Immune a frecce, pietre e mele. Ha un campo di visione maggiore rispetto a tutti gli altri nemici.

Colori delle truppe
Durante l'avanzare delle missioni i soldati otterranno maggiore salute, forza e campo di visione. Ciò dipende dal colore dell'armatura.
- Blu: recluta base
- Giallo: soldato semplice
- Arancione: soldato addestrato
- Rosso: soldato membro del gruppo d'élite
- Nero: soldato veterano
- Verde: soldati di Sir Ranulph e Godwin alleati di Robin, possono essere anche uomini che nelle missioni secondarie aiutano Robin.